# Cora
Cora er en amerikansk stumfilm fra 1915 af Edwin Carewe.

## Medvirkende
- Emily Stevens som Cora.
- Edwin Carewe som George Garnier.
- Ethel Stewart.
- Frank Elliott.